# Toma de Arequipa
La Toma de Arequipa o Expedición a Arequipa fue la última campaña militar de la Guerra del Pacífico entre Perú y Chile. Un suceso que acaeció entre el 14 de septiembre y el 24 de octubre de 1883.

## Antecedentes

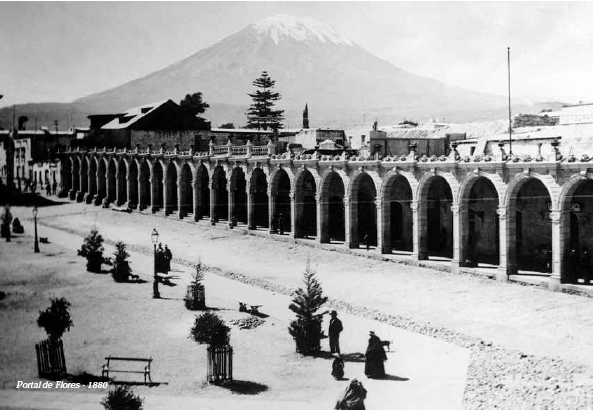
Vista del Portal del Regocijo, conocido en la actualidad como Portal de Flores, ubicado en la zona este de la Plaza de Armas de Arequipa en una fotografía del año 1880.

Tras la victoria chilena sobre las fuerzas del general Andrés Avelino Cáceres en la batalla de Huamachuco, el gobierno del general Miguel Iglesias se afianzó en Lima y el norte del país, lo que permitió dar paso al inicio de los acuerdos de paz con cesión territorial que terminarían la guerra.  Mientras tanto, Cáceres habíase retirado a la ciudad de Andahuaylas, en el departamento de Apurimac, pasando antes por Tarma y Jauja, donde con la ayuda del coronel Justo Pastor Dávila logró formar una columna de 500 hombres regularmente armados y uniformados. Encontrándose el Ejército del Centro en proceso de reorganización en Andahuaylas, Cáceres recibió la visita del Capitán de Navío Camilo Carrillo, exministro del gobierno de Francisco García Calderón quien había abandonado al gobierno de Montero en Arequipa, el cual trató de persuadir al general Cáceres tomase mando del Segundo Ejército del Sur que guarnecían dicha ciudad y que constituía el último ejército regular del Perú, garantizándole que su mera presencia bastaría para que las tropas se pronunciaran a su favor y que de otra manera el ejército de Arequipa se perdería irremediablemente sin haber hecho nada por la patria. Cáceres se abstuvo de ceder a sus insinuaciones aduciendo que no quería fomentar luchas intestinas a vista del enemigo y que solo en caso extremo combatiría al gobierno impuesto por las fuerzas de ocupación.

## Situación peruana
Desde el arresto y deportación a Chile del presidente provisorio García Calderón, en Arequipa estaba establecido el gobierno del contraalmirante Lizardo Montero, quien si bien rechazaba las condiciones de paz exigidas por el gobierno chileno, por razones políticas evitaba cooperar con la resistencia de Cáceres en la sierra central. Esta inactividad motivó que algunos de sus subalternos abandonaran su ejército para partir a ponerse a órdenes de Cáceres, como fue el caso del coronel arequipeño Isaac Recavarren, quien en febrero de 1883 llegó a Tarma procedente de Arequipa con 200 carabinas Remignton y un cañón, y los coroneles Francisco Luna y Armando Zamudio, que luego de la batalla de Huamachuco y contraviniendo las órdenes de Montero marcharon a Andahuaylas, por entonces cuartel general de Cáceres, con 250 hombres perfectamente armados y equipados del ejército de Arequipa.
Para cuando la expedición chilena se preparaba a avanzar sobre Arequipa, Montero aún contaba con un considerable ejército estimado en 3000 soldados regulares y 2500 de la guardia nacional, convenientemente armados pues durante esos últimos dos años habíase remitido desde Bolivia al menos 8000 rifles con 250 tiros cada uno, así como una batería de cañones Krupp. Además, Montero hacía gestiones para que Bolivia volviera a la guerra, habiendo logrado que el presidente Campero movilizara algunas tropas al departamento fronterizo de Puno.

## Situación chilena
En el lado chileno, el presidente Domingo Santa María ordenó consolidar al gobierno de Iglesias acabando con la última autoridad político-militar peruana, contraria a la paz con cesión territorial, localizada en Arequipa y representada por Montero y su gobierno para lo cual ordenó la creación de una División al Vicealmirante y jefe del ejército de ocupación Patricio Lynch. La División fue dejado al mando del Coronel de Artillería José Velásquez Bórquez, organizado con tres batallones de Infantería, dos escuadrones de Caballería y cinco piezas de Artillería de Montaña, con un total 2.200 efectivos. Partiendo desde la ciudad de Tacna se dirigió a Moquegua ciudad que ocupó sin encontrar resistencia. Una segunda expedición parte de Lima con aproximadamente 3.000 hombres, al mando del Coronel Estanislao del Canto debía operar como reserva de Velásquez, embarcándose rumbo a Pacocha y finalmente sobre la marcha a Arequipa se unieron 1.200 soldados de los regimientos Aconcagua y Coquimbo, llegándose a sumar 6.400 hombres a comienzos de octubre de 1883; sin contar 600 a 700 que al mando del coronel Gorostiaga partieron de Valparaíso para unirse al ejército de Velásquez al final de la campaña.
De manera simultánea el mando chileno envía a la vez una última expedición a la sierra encabezada por el coronel Martiniano Urriola con el propósito de obstaculizar una eventual reorganización militar peruana en los departamentos de Junín, Huancavelica y Ayacucho, área donde Cáceres y sus guerrillas aún operaban.

## Toma de Arequipa

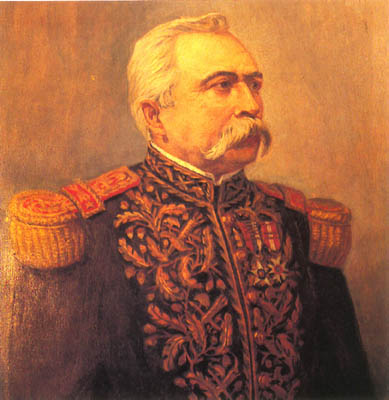
Coronel José Velásquez Bórquez.

El Ejército de Montero enterado del avance del Ejército Chileno, despliega posiciones defensivas en las alturas que rodean Arequipa. A la reunión de las divisiones chilenas, estas emprenden la marcha, pasando por Moquegua, Los Ángeles y el pueblo de Moromoro, sin encontrar resistencia.
El contralmirante Lizardo Montero y su segundo, el coronel Cesar Canevaro, dividen sus fuerzas, organizándolas en puntos estratégicos desplegando el ejército regular en los altos de Huasacache y Jamata mientras la guardia nacional permanecía acuartelada en la ciudad. Unos 1.500 efectivos esperarían al enemigo en Huaracochi, si eran vencidos, se reorganizarían en el pueblo de Puquina, a las puertas de Arequipa, junto con el resto de los efectivos peruanos. 
Al amanecer del día 22 de octubre el coronel Velásquez ordenó al comandante de la primera división de su ejército Vicente Ruiz avanzara con el batallón Santiago, un escuadrón de caballería y una pieza de artillería sobre la altura de Huasacache, la que al promediar las ocho de la mañana logró escalar en sus tres cuartas partes a pesar de recibir el fuego de los defensores parapetados en sus alturas, el que no le ocasionó bajas y solo respondió con tres tiros de artillería con la finalidad de medir distancias tras lo cual se retiró.
Hasta el anochecer del mismo día, el coronel Velásquez organizó algunas tropas para el reconocimiento de la derecha e izquierda de las posiciones peruanas, maniobras que a su juicio preocuparon vivamente a los defensores pues estos considerándose estar siendo flanqueados no dejaron de hacer un vivo fuego sobre las tropas chilenas el cual sin embargo por la distancia no resultó efectivo.
Mientras tanto, el contralmirante Lizardo Montero se había retirado a la ciudad, siendo que ante los pedidos de refuerzos del coronel Francisco Llosa, jefe del batallón Constitución desplegado en los altos de Huasacache ordenó la retirada con dirección a Arequipa para después atacar, según le informó a Llosa el coronel José Godínez jefe del campamento de Chacahuayo. Las maniobras del coronel Velásquez lograron rodear por ambos flancos las posiciones peruanas siendo que en horas de la madrugada del día 23 los defensores abandonaron sus posiciones. Con ello las tropas chilenas quedaron en posesión de las líneas defensivas peruanas desplegando su infantería y artillería en ellas y amenazando ahora la misma ciudad de Arequipa.
Al saberse estos sucesos, en la ciudad se suscitaron escenas de convulsión social. El 24 de octubre el Municipio de Arequipa, a instancias de un grupo de vecinos notables, pidió a Montero que no se combatiese dentro del recinto urbano de la ciudad, a lo que este respondió que combatiría en el mismo templo si fuera necesario, sin embargo paralelamente Montero pretendió trasladar el ejército y el material de guerra por el ferrocarril a la ciudad de Puno, lo que causó el desagrado de la guardia nacional y el pueblo arequipeño. El 25 de octubre Montero convocó a la ciudadanía en la plaza de armas manifestando que "si el pueblo así lo quería, se haría resistencia en la ciudad", siguieron discusiones acaloradas, el teniente alcalde de la ciudad, Diego Butrón, que era partidario de la paz, fue muerto de un disparo, la noticia que Montero abandonaba la ciudad hizo que una muchedumbre armada asaltara la estación del ferrocarril destruyendo algunas de las instalaciones y desenrielara parte de la vía férrea, mientras Montero recorría los cuarteles tratando de restaurar el orden en la guardia nacional siendo recibido a tiros de cuyas resultas murió uno de sus ayudantes y hubo de abandonar la idea de usar el ferrocarril, retirándose por el otro extremo de la ciudad, primero al pueblo de Chiguata y luego a Puno.

## El acta de Paucarpata
El 29 de octubre de 1883, la ciudad fue entregada al coronel Velásquez por el cuerpo consular de la ciudad encabezado por Enrique Gibson. El acta respectiva fue suscrita en el pueblo de Paucarpata comprometiéndose el coronel Velásquez a llevar a cabo la ocupación bajo el respeto a los principios del Derecho de Gentes y la municipalidad de Arequipa a garantizar el desarme de los ciudadanos y la no comisión de actos hostiles contra las fuerzas de ocupación.

## Consecuencias
En medio de esta expedición, el 20 de octubre de 1883 se firma el Tratado de Ancón dando por término a la guerra.
La ocupación de Arequipa por el Coronel Velásquez tuvo el objetivo principal de eliminar la autoridad política de Lizardo Montero y asegurar la de Iglesias. Montero al salir de Arequipa escapo a Puno con algunos subalternos pasando después a Bolivia y Argentina para luego embarcarse a Europa-
En noviembre de 1883, enterado de la caída de Arequipa y del acuerdo de Ancón, el coronel Martiniano Urriola decidió abandonar el escenario de la Sierra Central al ya haberse logrado los objetivos militares y geopolíticos de la guerra. Aunque a pesar de esto todavía seguirían algunas escaramuzas entre fuerzas chilenas y peruanas en la localidad de Ayacucho por fuerzas montoneras leales a general Avelino Cáceres quien persistía en su lucha contra las fuerzas chilenas desde Andahuaylas. 
Las tropas del Ejército chileno desocuparon la ciudad de Arequipa, el 21 de diciembre de 1883.